# Вапняковий туф
Вапняковий туф (рос. известняковый туф, англ. tufa, calc tufa, calcareous tufa; нім. Kalktuff m) – пориста ніздрювата гірська порода, яка утворилася внаслідок осідання карбонату кальцію як з гарячих, так і з холодних джерел. Часто з відбитками рослин та тваринними залишками.